# Il volto della vendetta
Il volto della vendetta (A Face to Kill For) è un film del 1999 diretto da Michael Toshiyuki Uno con protagonisti Crystal Bernard, Doug Savant.

## Trama
L'addestratore di successo Virgil sposa Allison, la figlia di Frank Hadley, proprietario dell'azienda agricola. Per evitare di pagare i debiti di gioco, Virgil organizza la morte di Frank in un incidente automobilistico e sua figlia Allison viene incolpata dell'accaduto e imprigionata, poi la convince a firmare un contratto di divorzio per salvare la reputazione della fattoria che lei ingenuamente accetta. Suo malagrado, Allison, in prigione viene ispirata da una compagna di carcere a diventare un consulente di investimenti di cavalli da corsa, utilizzando un'identità completamente nuova cercherà la sua vendetta ritrovando il suo primo amore perduto Sam.